# Aberlady
Aberlady, schottisch-gälisch: Obar Lìobhaite, ist eine Ortschaft in der schottischen Council Area East Lothian. Sie liegt im Norden der Region rund 22 km östlich des Zentrums von Edinburgh und sechs Kilometer nordwestlich von Haddington am Kopf der Aberlady Bay, einer Bucht am Südufer des Firth of Forth. In der Umgebung der Ortschaft befinden sich die Herrenhäuser Luffness House und Gosford House.

## Geschichte
In der Umgebung von Aberlady befand sich bereits seit frühchristlichen Zeiten ein religiöses Zentrum. So siedelten wahrscheinlich seit dem 7. Jahrhundert Culdeer nahe dem heutigen Luffness House. Im späten 16. Jahrhundert entstand dort eine Festung der Karmeliten. Die ältesten Fragmente der Aberlady Parish Church stammen aus dem 15. Jahrhundert. Sein heutiges Aussehen erhielt das denkmalgeschützte Bauwerk 1886.
Das Marktkreuz von Aberlady stammt aus dem 18. Jahrhundert. Bis in die Mitte des 19. Jahrhunderts besaß Aberlady einen eigenen Hafen, welcher die Stadt Haddington versorgte. Nachdem die Bucht jedoch zusehends versandete, wurde dieser aufgegeben. In Zusammenhang mit dem Hafen stand Haddington House, in welchem die Zollabfertigung vorgenommen wurde. In den 1830er Jahren ließ der Earl of Wemyss in Aberlady mehrere langgezogene Cottages aus rotem Stein erbauen.
Zwischen 1831 und 1881 schwankte die Einwohnerzahl Aberladys nur geringfügig um 1000. Im Rahmen des Zensus 1951 wurden 1172 Einwohner gezählt. Nachdem die Einwohnerzahl dann innerhalb von zehn Jahren auf 641 gefallen war, zeigte sich in der Folgezeit ein ansteigender Trend mit zuletzt 1166 Personen im Jahre 2011.

## Verkehr
In Aberlady mündet die aus Haddington kommende A6137 in die A198. Der nächstgelegene Bahnhof befindet sich in rund vier Kilometern Entfernung in Longniddry. Er wurde bereits in der Mitte des 19. Jahrhunderts eröffnet. An einer 1898 eröffneten Stichstrecke zwischen Longniddry und Gullane erhielt Aberlady zwischenzeitlich einen eigenen Bahnhof, der jedoch mit der Strecke in den 1960er Jahren stillgelegt wurde. Mit dem Flughafen Edinburgh befindet sich ein internationaler Verkehrsflughafen rund 31 km westlich.